# 黑翅地肤
黑翅地肤（学名：Kochia melanoptera）是苋科地肤属的植物。分布在蒙古、哈萨克斯坦以及中国大陆的青海、甘肃、宁夏、新疆等地，生长于海拔1,000米至3,600米的地区，多生长于荒地、沟岸、古河床、山坡和沙地，目前尚未由人工引种栽培。